# Адекватность модели
Адекватность модели — совпадение свойств (функций/параметров/характеристик и т. п.) модели и соответствующих свойств моделируемого объекта. Адекватностью называется совпадение модели моделируемой системы в отношении цели моделирования.
Оценка адекватности модели — проверка соответствия модели реальной системе. Оценка адекватности модели реальному объекту оценивается по близости результатов расчетов экспериментальным данным.
Два основных подхода к оценке адекватности:
1) по средним значениям откликов модели и системы
Проверяется гипотеза о близости средних значений каждой n-й компоненты откликов модели Yn известным средним значениям n-й компоненты откликов реальной систем.
2) по дисперсиям отклонений откликов модели от среднего значения откликов систем
Сравнение дисперсии проводят с помощью критерия F (проверяют гипотезы о согласованности), с помощью критерия согласия {\displaystyle \chi ^{2}} (при больших выборках, n>100), критерия Колмогорова-Смирнова (при малых выборках, известны средняя и дисперсия совокупности), Кохрена и др.